# Omninablautus tolandi
Omninablautus tolandi là một loài ruồi trong họ Asilidae. Omninablautus tolandi được Wilcox miêu tả năm 1966. Loài này phân bố ở vùng Tân Bắc giới.